# Cisto odontogênico glandular
O 'cisto odontogênico glandular (COG) é um cisto odontogênico do desenvolvimento incomum. Ao contrário dos demais cistos odontogênicos, ele possui um perfil localmente agressivo e uma taxa de recidiva relativamente alta.

## Sinais e sintomas
O COG tende a ser assintomático na maior parte (75%) dos casos. Entretanto, o sinal mais comum é a expansão da cortical óssea, que pode ocorrer entre 43,5 a 87% dos casos.
Outros sinais e sintomas incluem:
- Assimetria facial
- Edema
- Dor
- Parestesia
- Mobilidade dentária e deslocamento dos dentes

## Aspectos radiográficos e histológicos
Radiograficamente, o COG pode se apresentar como uma lesão radiolúcida uni ou multilocular de bordas bem delimitadas na maior parte dos casos, com um halo radiopaco em 94,5% das lesões. Seu aspecto radiográfico é semelhante ao de outros cistos, como cisto dentígero, cisto periodontal lateral, e cisto globulomaxilar. Entretanto, ele é localmente agressivo e está relacionado ao deslocamento de dentes e reabsorção radicular.
Histologicamente, seu aspecto é bastante variável. Normalmente é caracterizado por uma cavidade cística revestida por epitélio que pode conter células mucosas, células claras, epitélio ciliado, ou as células mais características desse cisto, em prego. A classificação mais recente das lesões odontogênicas da OMS sugere que embora as células epiteliais em prego sejam características marcantes desse cisto, a variabilidade da espessura epitelial é obrigatória para o diagnóstico, e outras características podem estar presentes:
- Células em prego: são células de epitélio cuboidal eosinofílicas, presentes na superfície do revestimento cístico e lembram o epitélio reduzido do esmalte;
- Microcistos intraepiteliais ou espaços semelhantes a ductos, revestidos por uma camada única de epitélio cuboidal a colunar;
- Prolongamentos das células em prego semelhantes à secreção de ductos de glândulas apócrinas;
- Células claras;
- Espessura variável do epitélio cístico;
- Células caliciformes;
- Espessamento epitelial em placas ou esferas, semelhantes ao cisto periodontal lateral;
- Aspecto multicístico, semelhante ao cisto odontogênico botrioide;
- Células ciliadas.

## Causas
A origem do COG ainda é incerta. Teoriza-se que trauma local, um cisto preexistente ou mesmo constituintes cancerígenos possam originar o COG. Sabe-se que o COG possui duas mutações características: de Bcl-2 e de MAML2. A mutação de MAML2 é de especial importância, por diferenciar o cisto do carcinoma mucoepidermoide.

## Epidemiologia
O COG é bastante raro, representando menos de 0,5% dos cistos odontogênicos diagnosticados. Afeta adultos de meia idade, sem predileção por gênero. Afeta mais a mandíbula do que a maxila (73,2 a 80% dos casos), e preferencialmente na região anterior (60%). Na maxila, tende a se concentrar na região globulomaxilar.

## Diagnóstico
O diagnóstico se dá através de exame anatomopatológico, que se faz necessário por a lesão poder se assemelhar ao carcinoma mucoepidermoide. O COG possui características variáveis, e algumas são bem distintas de outros cistos e tumores da região bucomaxilofacial.
Diagnóstico diferencial inclui:
- Cisto dentígero
- Cisto periodontal lateral e cisto odontogênico botrioide
- Cisto globulomaxilar
- Carcinoma mucoepidermoide intraósseo

## Prognóstico e tratamento
O COG possui um comportamento localmente agressivo, e características como a presença de microcistos e placas epiteliais são consideradas fatores preditivos de agressividade. Radiograficamente, cistos multiloculares e que rompem a integridade da cortical óssea também são preditores de agressividade.
O tratamento conservador do COG, como a enucleação ou curetagem, podem implicar em recidiva do cisto. A marsupialização ou descompressão podem ser utilizadas para promover a redução de lesões maiores, antes de removê-las cirurgicamente. Como a taxa de recidiva varia entre 21,6 a 50%, alguns autores recomendam até mesmo a ressecção em bloco para evitar a recidiva, assim como o acompanhamento por pelo menos 3 anos, mas idealmente por pelo menos 7 anos.